# Крофордсвилл (Индиана)
Крофордсвилл (англ. Crawfordsville) ― город и администратиыный центр округа Монтгомери на западе центральной Индианы, США, в 49 милях (79 км) к западу и северо-западу от Индианаполиса. 
По данным переписи 2010 года, население города составляло 15 915 человек. 

## География
Город является столицей округа Монтгомери, единственным зарегистрированным городом и крупнейшим населенным пунктом в округе. 
Крофордсвилл является частью более широкой объединенной статистической зоны Индианаполиса, хотя столичная статистическая зона Лафайет находится всего в 30 милях (48 км) к северу. Здесь находится колледж Уобаш, который в 2008 году по версии журнала Forbes занял 12-е место в Соединенных Штатах по количеству студентов.

## История
Город был основан в 1823 году на берегу Шугар-Крик, южного притока реки Уобаш и был назван в честь министра финансов США Уильяма Харриса Кроуфорда.